# Sétif

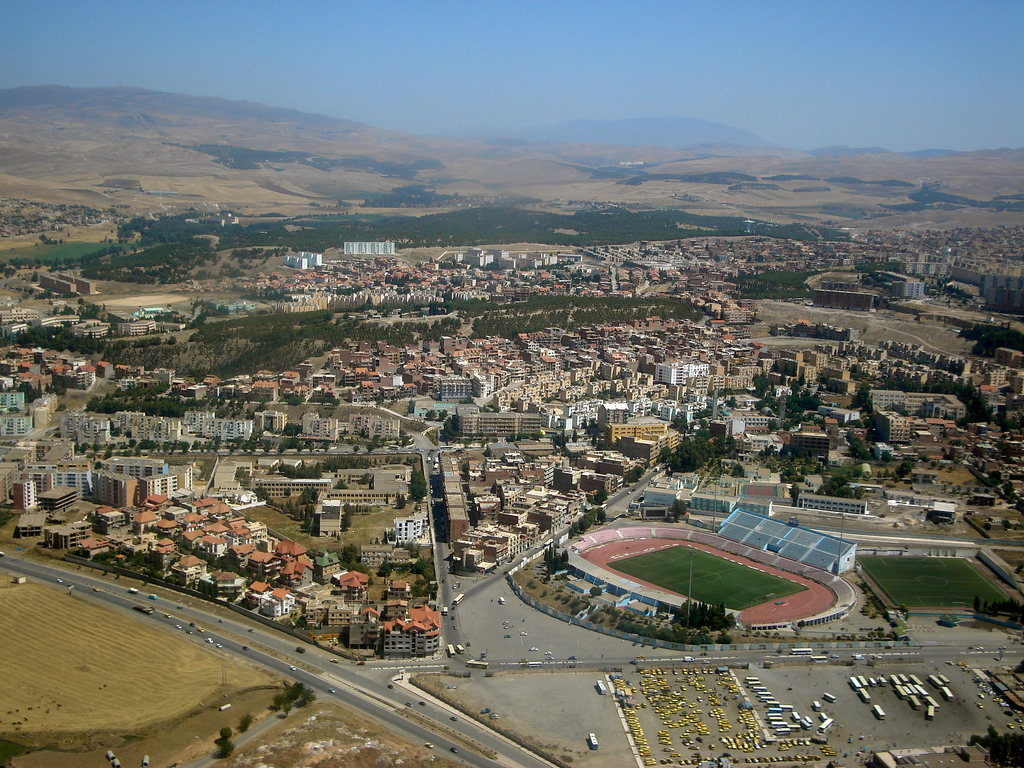
Sétif vanuit de lucht

Sétif (Arabisch: سطيف, Kabylisch: Stif, in de Romeinse tijd: Sitifis Colonia) is een middelgrote universiteitsstad in het noorden van Algerije. De stad ligt op ongeveer 300 kilometer ten oosten van de hoofdstad Algiers en vormt de hoofdplaats van de gelijknamige provincie (wilaya). De stad telde 239.195 inwoners bij de volkstelling van 1998, waarmee het de zevende stad van het land is. De stad vormt de thuisbasis van voetbalclub ES Sétif.

## Geografie en klimaat
De stad ligt ten zuiden van het Baborgebergte, in een hoogland aan de kust op een hoogte van 1096 meter, in een gebied dat Klein Kabylië wordt genoemd, tussen Kabylië en het Atlasgebergte.
De hoge locatie maakt Sétif tot een van de koudste plekken van Algerije. In de provincie Sétif kan soms wel tot 40 cm sneeuw vallen. De laatste tijd komen er in de lente en herfst soms stortvloeden voor. De zomer is er relatief heet, met hittegolven in juli, waarbij de temperatuur kan oplopen tot 40°C.

## Geschiedenis
De plaats was reeds in de oudheid een belangrijke plaats vanwege haar strategische ligging aan de voet van de bergen en aan de rand van een enorme vlakte. Daardoor was er ook voldoende grondwater, dus ook drinkwater, aanwezig tussen het westelijke deel van Noord-Afrika, waar nu Mauritanië ligt en het oostelijke deel met Numidië. De naam is afgeleid van een Berbers woord, waarvan de stam zwart, noir betekent, verwijzend naar de vruchtbare gronden bij de plaats. Van oorsprong was het een Numidische plaats. Later maakte het deel uit van het rijk van de Massaesylen en vanaf 225 v.Chr. vormde het de hoofdstad van een van de Berberkoninkrijken. Die titel raakte ze onder Juba II echter weer kwijt aan Cherchel. Nabij de plaats werd een veldslag uitgevochten tussen Jugurtha en Gaius Marius.
In 97 stichtte de Romeinse keizer Nerva Sitifis Colonia als een kolonie voor gepensioneerde veteranen. Deze kolonie kende tijdens zijn bestaan verschillende namen, waaronder Colonia Nerviana, Augusta Martialis en Vétéranium Sitiansium. De kolonie werd in de loop der tijd steeds groter. Rond 297 werd daarom de provincie Mauretania Sitifensis opgericht met Sitifis, Colonia Nerviana Augusta Martialis Veteranorum Sitifensium, als centrale stad. Uit de 3e en 4e eeuw zijn resten van Romeinse en Byzantijnse stadsmuren, basilieken en een amfitheater gevonden. In 419 werd de stad getroffen door een zware aardbeving, waarbij Sitifis voor vijf zesde deel werd verwoest. Rond 430 moeten de Vandalen ook Sitifis hebben bereikt en veroverd. Toen de Byzantijnse generaal Belisarius de Vandalen uiteindelijk rond 533 weer had verslagen, troffen de Oost-Romeinen een sterk gereduceerde bevolking aan. In 539 werd de stad weer bevolkt en tot hoofdstad van de Byzantijnse provincie 'Eerste Mauritanië' gemaakt. Belisarius' opvolger Solomon liet in veel van de heroverde steden forten bouwen in een poging aanvallen van de Moren te voorkomen, zo ook in Sitifis. Hiervan resteren alleen de westelijke en zuidelijke muren nog.
In 647 begon de introductie van de islam in de plaats. Begin 10e eeuw vormde het onderdeel van het rijk van de Aghlabiden, maar in 893 arriveerde de ismaïliet Abu Abdullah al-Shi'i en begon deze sjiitische stroming te verkondigen onder de Berberboeren, waarop hij een leger verzamelde en een groot aantal steden op de Aghlabiden veroverde, waaronder ook Sétif in 904, waarbij de stadsmuur en een groot deel van de stad werd verwoest.
Rond de 15e eeuw waren andere steden in de buurt belangrijker geworden en verloor de stad sterk aan belang. Tussen 1515 en 1830 vormde de stad onderdeel van het Ottomaanse Rijk. Sétif werd in die tijd geregeerd door de belangrijkste families van de stad, die weer werden bestuurd door de beys van Constantine.
In 1838 werd er een Franse militaire post opgericht en vormde Sétif een onderprefectuur van het departement Constantine. In 1849 bestond de bevolking uit 1.082 inwoners, waaronder 646 Europeanen en 436 Berbers. Tussen 1841 en 1849 werd een fort gebouwd, met ruimte voor 2200 soldaten en 300 paarden en een ziekenhuis met ruimte voor 830 patiënten. Ook werd er een 2,7 kilometer lang aquaduct aangelegd voor de watervoorziening, een riool aangelegd en werden een kerk, moskee en nog een aantal andere gebouwen opgericht. In 1872 kreeg Sétif opnieuw een stadsmuur met vier poorten.
Op 8 mei 1945, de dag waarop nazi-Duitsland capituleerde, brak een volksopstand uit rond Sétif en de nabijgelegen plaatsen Guelma en Kherrata, waarbij meer dan honderd Franse kolonisten, pied-noirs, werden vermoord door een menigte mensen die onafhankelijkheid eiste van Frankrijk. Deze opstand werd buitenproportioneel bestraft door het Franse leger, dat willekeurige executies uitvoerde en afgelegen dorpen bombardeerde. Gevangenen werden daarbij soms gelyncht door Franse kolonisten. Uiteindelijk vielen er tussen de 1.000 en 45.000 doden. Europese historici gaan uit van 15.000 tot 20.000 doden. Dit bloedbad van Sétif en Guelma vormde een belangrijk keerpunt in de Frans-Algerijnse relaties en vormde later mede een van de oorzaken van de Algerijnse Onafhankelijkheidsoorlog.
In 1956 werd de plaats het bestuurlijk centrum van een van de 12 departementen die Frankrijk dat jaar oprichtte.

## Economie en transport
De lokale economie is gericht op handel en industrie. Er wordt vooral graan en vee uit de omliggende regio verhandeld. Lokaal verbouwde tarwe wordt er verwerkt in fabrieken tot griesmeel, couscous en mie. De overige industrie in de stad bestaat uit houtverwerking, de fabricage van tapijten en metalen gebruiksvoorwerpen. Uit nabijgelegen voorraden wordt zink gewonnen. Ook bevindt zich er een enige hydro-elektrische energiewinning ten noorden van de stad. Sétif vormt het centrum van een gebied voor de productie van textiel, de delving van fosfaten en de verbouw van graangewassen.
De stad is ontsloten door een aantal spoorwegen en ligt aan de hoofdweg van Algiers naar Constantine.

## Toerisme
Bij de stad bevinden zich een aantal Romeinse en Byzantijnse ruïnes. In het centrum van de stad bevinden zich een groot pretpark en een dierentuin. Midden in het stadspark bevindt zich een kunstmatig meer, waar waterfietsen worden verhuurd. Een bekend monument van de stad is de Fontaine d'Ain El Fouara, een fontein, die in 1898 werd gemaakt door de Franse beeldhouwer Francis de Saint-Vidal.

## Partnerstad
- Aleppo, Syrië
- Caïro, Egypte
- Rennes, Frankrijk
- Tanger, Marokko
- Parijs, Frankrijk
- Dubai, Verenigde Arabische Emiraten
- Rio de Janeiro, Brazilië
- Miami, Verenigde Staten

## Geboren
- Ahmed Boughéra El Ouafi (1898-1959), Frans-Algerijnse marathonloper
- Rachid Mekhloufi (1936), Frans voetballer
- Laïd Bessou (1976), Algerijns atleet
- Ishak Belfodil (1992), Algerijns voetballer
- Adem Zorgane (2000),Algerijns voetballer